# Heptagram
Et heptagram, septegram eller syvstjern er syvtakket stjerne tegnet med syv lige takker.

## Geometri
Generelt er et heptagram en heptagon (dvs. en syvkantet polygon).
En regelmæssig syvkant kan ikke konstrueres præcist med lineal og passer. se: heptagon
Der findes to regulære heptagrammer, betgnet som {7/2} og {7/3}, hvor det andet nummer repræsenterer vertex interval trinet fra et regulær heptagram, {7/1}.
Det er det mindste stjerne polygon som kan blive tegnet i to former, som ikke reducerbar del.
| Første heptagram {7/2} | Anden heptagram {7/3}  | Begge heptagrammer kan tegenes i et heptagon |
| Heptagram prisme (7/2) | Heptagram prisme (7/3) | Begge heptagrammer kan tegenes i et heptagon |

## Kultur

### Flag
- Syvstjerner findes i en række flag: Cherokee og Navajo politi (og andre politi tegn.)
- Australiens flag har en stor syvtakket stjerne under dette, og fem stjerner som udgør stjernebilledet Sydkorset på den anden halvdel. Udgangspunktet er det britiske Blue Ensign. De syv takker i syvstjernen symboliserer de seks oprindelige delstater, med en ekstra tak for territorierne og eventuelle fremtidige stater. I stjernebilledet er der en lille femtakket stjerne og fire større syvtakkede.

- Mærsk benytter heptagrammet / syvstjernen i sit flag.